# República da Concha

Localização da República da Concha (em vermelho), em Key West, condado de Monroe (em laranja e no contorno), no estado americano da Flórida, sudeste dos Estados Unidos (na imagem menor).

Uma das bandeiras da República da Concha. Existem variações sobre este mesmo tema, com datas de 1828 ou 1982; algumas com o lema, escrito abaixo, "we seceded where others failed" (nós secedemos onde outros falharam).

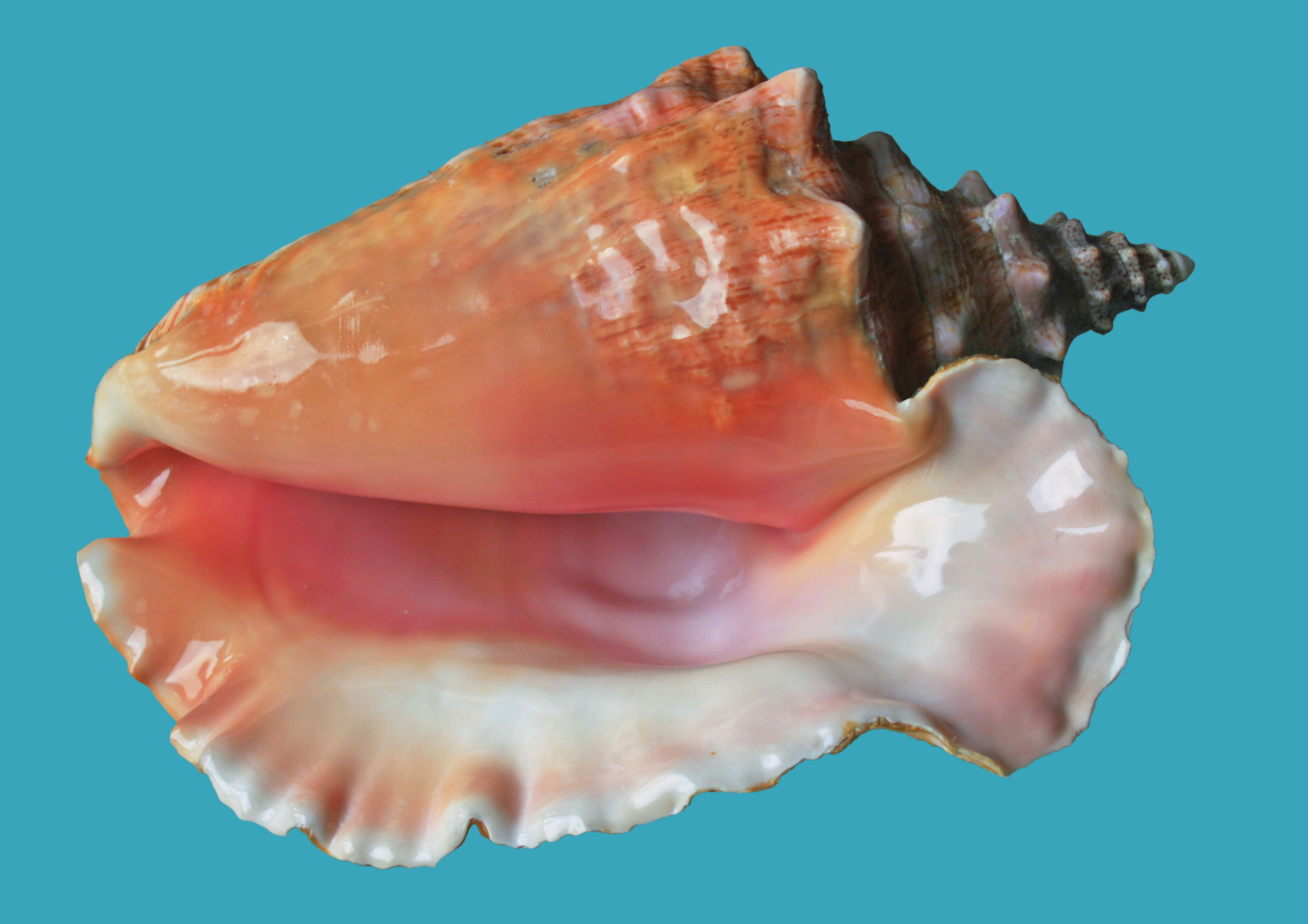
A concha do molusco marinho Aliger gigas, denominada, em inglês, "pink conch" ou "queen conch", de onde se derivou o nome da República da Concha.

A República da Concha (em inglês: Conch Republic) é uma micronação fictícia, situada na região oeste do arquipélago de Florida Keys, em Key West, no sul da Flórida, Estados Unidos. Posteriormente o nome "Conch Republic" referiu-se a todo o território de Florida Keys, com Key West como o Capitólio da nação e todos os territórios ao norte de Key West sendo referidos como "Os Territórios do Norte".

## Origem do nome
A região conhecida como Key West fora incorporada ao Território da Flórida em 8 de janeiro de 1828, com o termo "conch" referido como a denominação do nascido em Key West e denotando uma expressão de pensamento livre e combativa. Esta expressão data de 1646, quando um grupo de colonos britânicos de Bahamas declarou-se isento de pagamento de impostos à coroa. Quando foram cobrados, declararam, em tom de desafio, que prefeririam comer conchas ("conchs") do que pagar impostos, sendo nomeados da mesma forma. As tais conchas citadas pertencem ao caramujo marinho Aliger gigas (ex Strombus gigas, Eustrombus gigas ou Lobatus gigas), uma espécie utilizada na alimentação e encontrada, por todo o Caribe, em pratos que variam desde saladas a porções fritas; recebendo as denominações inglesas de "pink conch" (concha rosa) ou "queen conch" (concha rainha); tornando-se, posteriormente, um ícone retratado nas bandeiras da República da Concha, dentro de uma representação estilizada do Sol; algumas com o lema, escrito abaixo, "we seceded where others failed" (nós secedemos onde outros falharam).

## 23 de abril de 1982: criação da República da Concha
Em 18 de abril de 1982, com a alegação de impedir que imigrantes ilegais entrassem em terras continentais do país, a Patrulha de Fronteira dos Estados Unidos estabeleceu um bloqueio na estrada Overseas Highway, ao sul de Florida City; sendo este o único ponto de acesso, por terra, desde as Florida Keys até o restante da nação. As pessoas que saíam de Key West eram tratadas como se estivessem saindo de um país estrangeiro, com os motoristas tendo que comprovar a cidadania americana, para as autoridades, e com seus veículos revistados em busca de drogas. Um congestionamento de quase 30 quilômetros acompanhou o bloqueio e teve um impacto negativo imediato no turismo em Florida Keys, com as reservas canceladas, os hotéis vazios e as atrações locais sem clientes. Isto fora um desastre nas relações públicas e os moradores se revoltaram por ter sido tratados como criminosos. A Eastern Air Lines tornara-se a primeira e única companhia aérea a voar de Key West para Miami, sendo a única maneira dos transeuntes passarem sem que as forças da lei lhes revistassem.
Uma liminar contra a ação do governo fora escolhida como a primeira alternativa no Tribunal Federal de Miami, mas o Tribunal se recusou a proibir a patrulha da fronteira de tratar as Florida Keys como um país estrangeiro. Na saída, a delegação de Key West foi recebida por uma multidão da imprensa mundial. "O que você vai fazer, Sr. Prefeito?", eles gritaram. Ao que o prefeito, Dennis Wardlow, lhes disse que "amanhã, ao meio-dia, Florida Keys se separará da União!".
Em 23 de abril de 1982, o prefeito Wardlow, cercado por companheiros leais e sobre um caminhão na Clinton Square, em frente ao prédio da Antiga Alfândega, entregou uma proclamação à multidão reunida, declarando-se primeiro-ministro da República da Concha e declarando guerra aos Estados Unidos; num ato de secessão tongue-in-cheek, quebrando simbolicamente um pedaço de pão cubano na cabeça de um homem vestido com uniforme da marinha e rapidamente se rendendo, depois de um minuto, para o homem de uniforme; solicitando um bilhão de dólares em ajuda externa. Toda essa confusão gerou muita publicidade para a área e não demorou muito para que os bloqueios fossem removidos.
Os cidadãos conchanos possuem duas nacionalidades, o da República da Concha e a dos Estados Unidos, com passaportes oficiais sendo criados, embora não exercendo força política nenhuma. Todos os anos, em abril, há uma semana de celebrações da independência desta nação fictícia, com o festival "Conch Republic Days". O famoso escritor norte-americano Ernest Hemingway morou parte da sua vida nessas ilhas.

## A invasão de 1995
Em 20 de setembro de 1995, um batalhão da Reserva do Exército dos Estados Unidos realizou um exercício militar de treinamento em Key West, semelhante ao que aconteceria se uma ilha estrangeira estivesse sendo invadida por eles. Eles deveriam pousar em Key West e conduzir seus assuntos como se os ilhéus fossem estrangeiros. No entanto, ninguém notificou os funcionários da República da Concha sobre o exercício. Vendo outra chance de publicidade, Wardlow e as forças por trás da secessão de 1982 mobilizaram a ilha para uma guerra em grande escala, enviando uma escuna para atacar um navio da Guarda Costeira com balões de água, bolinhos e pão cubano; ao qual a Guarda Costeira respondeu com suas mangueiras de incêndio (terminando rapidamente a batalha); e protestaram contra o Departamento de Defesa por organizar esse exercício sem consultar a cidade de Key West. Os líderes da invasão pediram desculpas, no dia seguinte, dizendo que "não pretendiam desafiar ou impugnar a soberania da República da Concha", e se submeteram a uma cerimônia de rendição, em 22 de setembro.
Durante uma paralisação do governo federal dos EUA, em 1995 e 1996, como um protesto, a República da Concha enviou uma flotilha de barcos civis e dos bombeiros para Fort Jefferson, localizado no Parque Nacional de Dry Tortugas, para reabri-lo. A ação foi apelidada de "invasão em grande escala", pela república. Inspirados pelos esforços do Smithsonian Institution para manter seus museus abertos por doações privadas, os moradores locais levantaram dinheiro para manter o parque funcionando (um parque fechado danificaria a economia local, dependente de turistas), mas não encontraram ninguém para aceitar o dinheiro e reabrir o parque.